# Катцельмахер
«Катцельмахер» (нем. Katzelmacher — презрительное название трудовых мигрантов из южных стран в Германии, преимущественно итальянских ремесленников и уличных торговцев) — кинофильм немецкого режиссёра Райнера Вернера Фасбиндера.

## Сюжет
В центре фильма — жизнь десяти молодых людей из мюнхенского предместья. Выпивка, постель и сплетни составляют главный смысл их существования. При этом поражает их удивительный прагматизм. Рози ложится в постель со своим женихом только после того, как он даст ей двадцать марок. Элизабет, вопреки воле мужа, пускает в дом квартиранта, потому что он платит ей хорошие деньги. Эрих пытается спровадить свою подружку на панель, потому что ему надоело ходить на работу. Под стать им и остальные члены группы, кроме одной — симпатичной продавщицы Марии, нежной девушки с мечтательным взглядом. Однажды в городе появляется рабочий из Греции Йоргос. Гунда, у которой нет кавалера, тут же сочиняет историю, будто грек пытался её изнасиловать. Группа воспринимает это известие с настороженным интересом, и только Мария не верит россказням подружки. Всё чаще её взгляд останавливается на жалкой фигуре грека. Она чувствует, насколько он одинок в этой холодной северной стране, и однажды приглашает его прогуляться по местному Бродвею. Парни жестоко избивают Йоргоса, но Мария остаётся непреклонной: «Ты люб мне. Я хочу жить с тобой. Ты можешь мне ничего не говорить. Для меня это даже лучше». Этот забитый человек пробуждает в ней самые добрые чувства, надежду на счастье. Она знает, что у Йоргоса есть жена и двое детей, и не надеется, что он возьмёт её в Грецию. Отсутствие мелочного расчёта, способность жить мечтой и сострадать другим — вот что выделяет Марию из группы её сверстниц.

## В ролях
- Ханна Шигулла — Мария
- Лилит Унгерер — Хельга
- Рудольф Вальдемар Брем — Пауль
- Ирм Херман — Элизабет
- Эльга Зорбас — Рози
- Дорис Маттес — Гунда
- Петер Моланд — Петер
- Ханс Хиршмюллер — Эрих
- Харри Бэр — Франц
- Ханнес Громбаль — Клаус
- Райнер Вернер Фасбиндер — Йоргос